# Dasyhelea furva
Dasyhelea furva är en tvåvingeart som beskrevs av Remm 1967. Dasyhelea furva ingår i släktet Dasyhelea och familjen svidknott. Inga underarter finns listade i Catalogue of Life.